# Centre national des Arts
Pour les articles homonymes, voir CNA et Centre national des Arts (homonymie).
 (mars 2022).
Si vous disposez d'ouvrages ou d'articles de référence ou si vous connaissez des sites web de qualité traitant du thème abordé ici, merci de compléter l'article en donnant les références utiles à sa vérifiabilité et en les liant à la section « Notes et références ».
Le Centre national des Arts (CNA) est un centre culturel et artistique à Ottawa, Ontario, Canada et le siège de la compagnie du spectacle vivant du même nom. Le centre a ouvert ses portes en 1969. Créé par le Parlement du Canada à titre de projet du Centenaire du Canada, le CNA est vite devenu la principale vitrine des arts de la scène au Canada. Proche de la colline du Parlement, entre la rue Elgin et le canal Rideau, il loge le restaurant Le Café et un grand stationnement souterrain. Il a été désigné lieu historique national en 2006.

## Histoire
Depuis 1928, Ottawa ne disposait pas de lieu d'expression artistique majeur, soit depuis la démolition (et expropriation) du Russell Theatre pour faire place au Parc de la Confédération (en). Les artistes et troupes de passage à Ottawa se produisait au Cinéma Capitol (en) qui a été configuré pour le cinéma et le théâtre de vaudeville. En 1963, une organisation nommé National Capital Arts Alliance fondé par G. Hamilton Southam et Levi Pettler, a réussi à convaincre la ville d'Ottawa et le gouvernement de construire un nouveau centre culturel.
Le Centre National des Arts est un des nombreux projets lancés par le gouvernement de Lester B. Pearson pour célébrer le centenaire de la Confédération en 1967. Il a été inauguré le 2 juin 1969 après des travaux de 46 millions de dollars. Le site a déjà été envisagé pour accueillir l'hôtel de ville d'Ottawa, mais la ville en a finalement fait don au gouvernement fédéral.

## Architecture
L'édifice conçu par Fred Lebensold du consortium ARCOP (en) est une large structure basé sur une forme hexagone. Le toit du CNA est rattaché au pont Mackenzie King et des jardins ouverts au public y sont aménagés. Une grande partie du bâtiment est en sous-sol sur la rue Elgin, avec le niveau inférieur donnant sur le canal Rideau. Ses murs sont faits de béton de galets. À une certaine distance on a l'impression que les murs sont bruns et plats, mais en se rapprochant on s'aperçoit qu'en fait des milliers de petits cailloux sont enfouis dans le béton. À l'intérieur le thème de l'hexagone est omniprésent voisinant les différentes œuvres d'art dans les halls et escaliers. Avec ses 1,158 million de pieds carrés, le CNA est un des plus grands centre artistiques au Canada.

### Rénovation

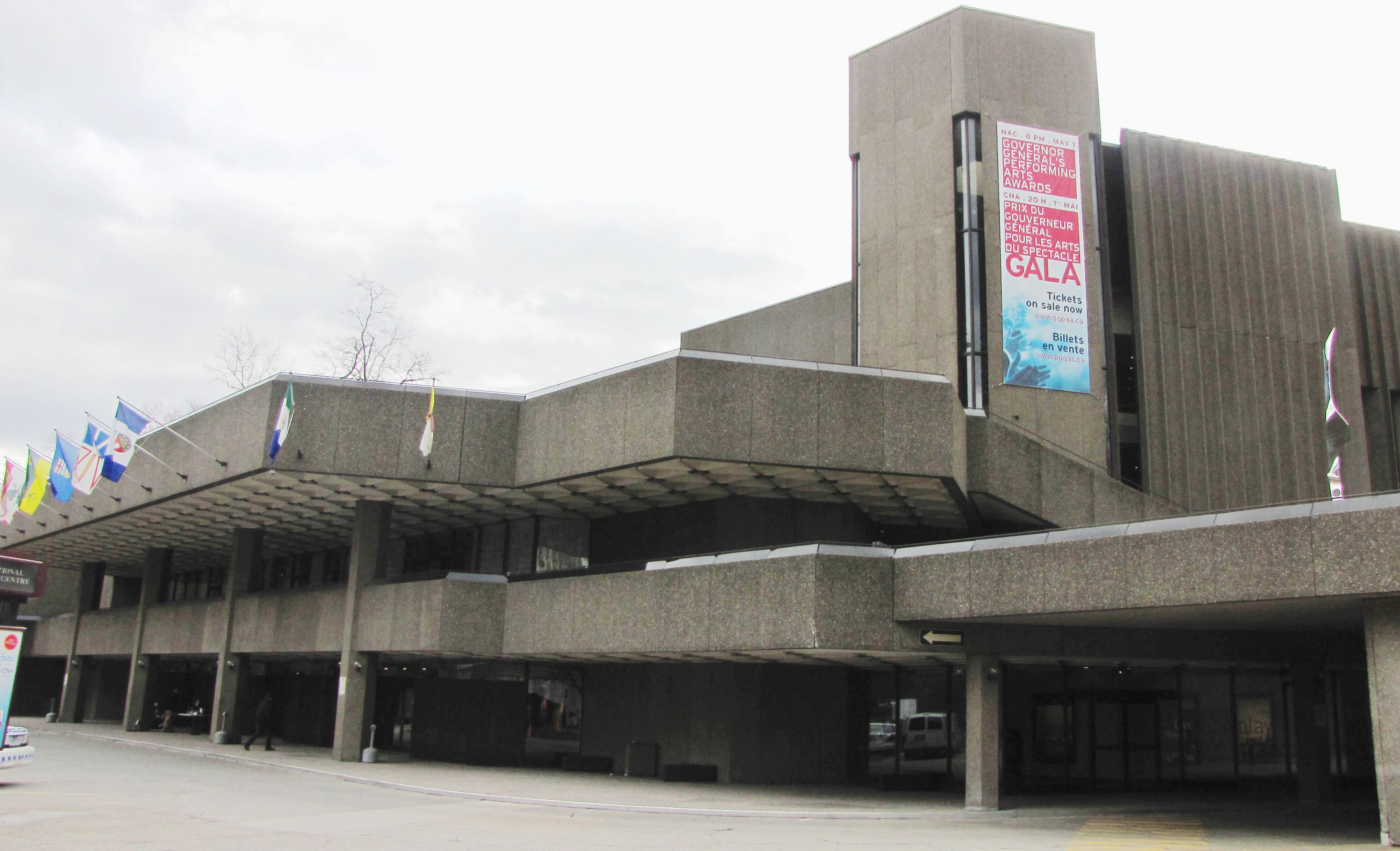
L'ancienne entrée principale, face au canal Rideau, en 2014

L'édifice est rénové en 2017 par Diamond Schmitt Architects pour le 150e anniversaire du Canada. L'élément clé du projet consiste en la construction d'une nouvelle entrée donnant sur la rue Elgin, dotée d'une tour hexagonale de verre et d'acier. L'ancienne entrée principale se trouvait de l'autre côté du bâtiment, face au canal, selon les hypothèses sur le développement du centre-ville d'Ottawa. Ces hypothèses se sont avérées fausses, laissant un immeuble qui tourne le dos au reste du centre-ville,.
La nouvelle entrée est marquée par la Lanterne Kipnes, un élément architectural de trois étages avec le plus grand écran LED transparent en Amérique du Nord. La transformation du CNA est reconnue aux Ottawa Urban Design Awards avec le Award of Excellence for Urban Infill.

## Opération
Le Centre national des Arts est géré par la compagnie éponyme Centre national des arts. Le CNA travaille avec des milliers d'artistes tout autant bien établis que ceux de la relève. Ces artistes proviennent de partout dans le monde. Le CNA s'est donné comme mission d'être un leader dans les formes d'art dans lesquelles il est engagé (musique classique, théâtre anglais, théâtre français, danse et spectacles de variétés). Il est à l'avant garde de la jeunesse en soutenant les programmes pour les jeunes et les artistes de la relève et des programmes pour les jeunes publics, et la production de ressources et de matériel didactique pour les enseignants. Le CNA est le seul centre pluridisciplinaire et bilingue des arts de la scène de l'Amérique du Nord, et l'un des plus importants au monde.
Le centre héberge également l'Orchestre du Centre national des arts, l'un des leaders mondiaux de la taille des orchestres classiques.
Depuis 2022, la directrice artistique du Théâtre anglais est Nina Lee Aquino. De 2012 à 2021, la directrice artistique était Jillian Keiley, qui remplaçait Peter Hinton. De 2007 à 2012, Wajdi Mouawad était le directeur artistique du Théâtre français. Après le départ de Mouawad, Brigitte Haentjens est devenue la première femme à prendre la tête du Théâtre français du CNA en 2012. En 2021, elle a été suivie par Mani Soleymanlou. Cathy Levy était la productrice artistique de Danse CNA de 2000 à 2023. Elle a été suivie par Caroline Ohrt. Michel Dozois était le producteur de la programmation régionale jusqu'à 2009.
En 2019, le Théâtre autochtone a connu sa saison inaugurale, sous la direction to Kevin Loring.
Le CNA est le coproducteur du Festival Danse Canada (en) et est un lieu du Festival international du film d'animation d'Ottawa. Le CNA est coproducteur des productions artistiques des chorégraphes connus comme Sidi Larbi Cherkaoui, Edouard Lock, Meg Stuart et Akram Khan.
En février 2023, pendant le Mois de l'histoire des Noirs, un événement « Black Out » du CNA prévu pour un public exclusivement noir provoque une controverse sur les réseaux sociaux et dans certains médias.

## Les salles de spectacles
Le CNA offre 4 scènes aux artistes et spectateurs :
- Salle Southam : Avec ses 2 065 sièges, c'est la plus grande salle du complexe. Elle est la résidence de l'Orchestre du Centre national des arts, des spectacles de ballets et des grands productions en tournée. Elle est l'ancienne résidence de l'Orchestre symphonique d'Ottawa[17] et de l'Opéra Lyra d'Ottawa[18]. Elle est aussi équipée du plus grand écran de cinéma canadien.
- Théâtre Babs Asper : Avec ses 897 places, il est l'hôte des pièces de théâtre et des spectacles de danse.
- Studio Azrieli : Salle intimiste de 300 places, elle accueille du théâtre.
- Quatrième salle : Salle de seulement 150 chaises, elle accueille beaucoup d'événements communautaires.